# Dječji artritis
Dječji artritis ili juvenilni reumatoidni artritis (juvenilni RA, ili JRA) je neinfektivna upalna bolest koja pogađa zglobove u djece i adolescenata do 16 godina. Bolest najčešće pogađa djecu u uzrastu od 7 do 12 godina. Uglavnom se navodi da bolest obuhvati oko 0,1% dječje populacije. Oko jedne desetine djece kod koje se dijagnosticira JRA, ima neki teži oblik bolesti.
Prvi znakovi dječjeg artritisa često obuhvaćaju bol i otečenost, te crvenilo i osjećaj topline u zglobovima. 
Tri glavna tipa juvenilnog reumatoidnog artritisa su poliartikularni artritis, o kojem govorimo kada je pogođeno 5 ili više zglobova i koji zna biti praćen blagom vrućicom, izbočinama ili čvorićima na tijelu koji se javljaju na mjestima koja trpe pritisak zbog sjedenja ili pregibanja; oligoartikularni koji pogađa 2 - 4 zgloba, uglavnom onih na koljenima i šakama, i kod kojega zna doći do upale šarenice oka; te sustavni JRA, koji pogađa cijelo tijelo. Simptomi ovog zadnjeg oblika JRA uključuju visoku temperaturu koja se često povisuje navečer, a nakon toga može naglo spasti i vratiti se na normalu, što može biti praćeno povećanjem slezene i limfnih čvorova. Kod ovog oblika JRA, s vremenom, većina zglobova tijela postane otečena, bolna ili ukočena.
Nakon sumnje na JRA provodi se diferencijalno dijagnosticiranje (test koji bi sa sigurnošću potvrdio dijagnozu još ne postoji), a terapija može uključivati protuupalne lijekove poput ibuprofena, terapiju kortikosterodima i fizikalnu terapiju.
Teži oblici JRA, osobito ako se ne liječe pravodobno, mogu izazvati ozbiljne probleme koji uključuju i zaostajanje u tjelesnom rastu.

## Vanjske poveznice
- "Dječji artritis", kod "Roda", pristupljeno 5. travnja 2016.  Arhivirana inačica izvorne stranice od 5. ožujka 2016. (Wayback Machine)
- "Juvenilni reumatoidni artritis", kod "MSD priručnik dijagnostike i terapije", pristupljeno 5. travnja 2016.

|  | Molimo pročitajte upozorenje o korištenju medicinskih informacija. Ne provodite liječenje bez savjetovanja s liječnikom! |